# کرنکی-بیاووکونکی
کرنکی-بیاووکونکی (به لهستانی:  Krynki-Białokunki) یک روستا در لهستان است که در گمینا گروجیسک واقع شده‌است.